# 小行星2372
小行星2372（2372 Proskurin）是一颗围绕太阳公转的小行星。1977年9月13日，尼古拉·切爾尼赫在克里米亚发现了此天体。
該小行星以俄羅斯天文學家維塔利·費多羅維奇·普洛斯庫林（Vitalij Fedorovich Proskurin）命名。
这颗小行星的绝对星等为317.375199645721等。